# Bengalia kuyanianus
Bengalia kuyanianus är en tvåvingeart som först beskrevs av Matsumura 1916.  Bengalia kuyanianus ingår i släktet Bengalia och familjen spyflugor.
Artens utbredningsområde är Taiwan. Inga underarter finns listade i Catalogue of Life.